# Paspalum virgatum
Paspalum virgatum är en gräsart som beskrevs av Carl von Linné. Paspalum virgatum ingår i släktet tvillinghirser, och familjen gräs. Inga underarter finns listade i Catalogue of Life.